# What's Your Hurry? (1909)
What's Your Hurry? is een Amerikaanse stomme en korte film uit 1909 onder regie van D.W. Griffith.

## Rolverdeling
| Acteur             | Personage       |
| ------------------ | --------------- |
| Mary Pickford      | Mary            |
| George Nichols     | Mary's Vader    |
| Kate Bruce         | Mary's Moeder   |
| Gladys Egan        | Mary's Zus      |
| Billy Quirk        | Harry           |
| Dorothy Bernard    | -               |
| Adele DeGarde      | -               |
| Frank Evans        | Butler          |
| Bessie McCoy       | Dienstmeid      |
| Violet Mersereau   | Vrouw op Straat |
| Anthony O'Sullivan | Man op Straat   |
| Lottie Pickford    | -               |
| Gertrude Robinson  | Vrouw op Straat |
| Mack Sennett       | Man op Straat   |
| J. Waltham         | Man op Straat   |
| Dorothy West       | Vrouw op Straat |